# 行为沉沦
“行为沉沦”（Behavioral sink）这一术语由美国动物行为学家约翰·B·卡尔霍恩在一系列密度实验中提出来的概念，用以描述在高度拥挤的环境下，动物群体出现的一种集体行为异常现象。
1958年1962年，卡尔霍恩对挪威鼠进行的一系列过度繁殖实验。在实验中，卡尔霍恩和他的研究人员打造了一系列“老鼠乌托邦”——在封闭的空间，老鼠在那里可以无限地获取食物和水，从而实现不受限制的数量增长。1968年至1972年，他又在老鼠身上进行了一系列类似的实验。在实验中，卡尔霍恩观察到，当环境中的个体数量达到某一高密度时，动物开始表现出一系列反常行为，包括攻击性增强、母性缺失、性功能紊乱和群体退缩等。
卡尔霍恩的研究已成为城市社会学和心理学的试金石。

## 实验
卡尔霍恩早期的大鼠实验是在马里兰州罗克维尔的农田里进行的，始于1947年。
1954年，卡尔霍恩在美国国家精神卫生研究所（NIMH）工作期间，开始对大鼠和小鼠进行一系列实验。在最初的实验中，他将约32到56只老鼠置于一个位于蒙哥马利县谷仓内的10乘14英尺（3.0 × 4.3）的大笼子中，将空间分隔为四个房间。每个房间都设计为能容纳12只成年的棕色挪威鼠。老鼠可以通过坡道在房间之间自由移动。卡尔霍恩为这一环境提供了无限的资源，例如水、食物，以及免受捕食者、疾病和天气的保护，因此有心理学家称这些老鼠是生活在“老鼠乌托邦”或“鼠类天堂”中。
在1962年的研究中，卡尔霍恩对这种行為进行了如下描述：
许多[雌性大鼠]无法顺利将妊娠维持到足月，即便成功分娩，其幼崽也难以存活。即使成功分娩，更多雌鼠在母职功能上也出现严重不足。在雄性大鼠中，行为障碍表现各异，从性偏差到同类相食，以及从狂躁的过度活动到病态的退缩，这些退缩的个体仅在群体其他成员熟睡时才会短暂出来觅食、饮水和活动。动物的社会组织结构同样被严重破坏。
这些行为失常的共同原因在我们前几次实验中表现得尤为明显，我们称之为“行为沉沦”的现象。我们观察到，实验中的大多数大鼠倾向于集中在连接的四个隔间中的一个，而这些隔间是用于饲养整个群体的。在进食期间，每组实验群体中的80只大鼠中有多达60只会聚集在一个隔间内，大鼠个体很少在没有同伴的情况下进食。这导致了进食隔间内有着极高的种群密度，而其他隔间则几乎无人使用。

在行为沉沦出现的实验中，在最为迷失的群体里，幼鼠的死亡率高达96%。
在完成早期的老鼠实验后，卡尔霍恩于1968年创造了“鼠类的死亡抑制环境”：一个尺寸为101乘101英寸（260 × 260）的笼子，并不断补充食物和水以支持鼠群增长。他在这个环境中开展了一系列实验，其中最著名的是“宇宙25号”（Universe 25）实验。在这个实验中，尽管实验栖息地的鼠群设计容量是4000只，但鼠群数量却在2200只时达到顶峰。当老鼠数量密度达到一定水平后，鼠群开始表现出各种异常、甚至是破坏性的行为，例如拒绝进行求偶，母鼠抛弃幼崽等。到第600天时，尽管这些老鼠身体上仍具备繁殖能力，但它们却丧失了必要的社交技能，种群走向灭绝。这一系列实验一直持续到了1972年。
卡尔霍恩于1984年从NIMH退休，但仍继续从事他的研究成果，直到1995年9月7日去世。

## 实验结果解释
“行为沉沦”这一术语指的是老鼠在“自愿”聚集的情况下发生的特定行为偏差，而这种自愿聚集被认为是由于先前非自愿的拥挤导致的：个体老鼠在进食时习惯了他人的靠近，以至于它们开始将进食与其他老鼠的陪伴联系起来。卡尔霍恩最终通过改变实验环境中的某些设置，找到了减少这一现象的方法，从而在一定程度上降低了死亡率。然而，过度拥挤导致的整体病理后果依然存在。
1962年2月1日，卡尔霍恩在《科学美国人》上发表了一篇题为《人口密度与社会病理学》的关于老鼠实验的文章，其中提出了“行为沉沦”一词。
此外，研究人员指出：“卡尔霍恩的研究不仅仅涉及物理意义上的密度，即每平方单位面积上的个体数量，而是与社会互动的程度有关。”其中，“社会密度”（Social density）似乎是关键。

## 对人类的适用性
卡尔霍恩的大部分著作都采用了拟人化的表达方式，这样普通读者就很容易理解他的观点。
卡尔霍恩将小鼠种群的命运视为人类潜在命运的隐喻。他将这种社会崩溃称为“精神死亡”，并将肉体的死亡视为《圣经·启示录》2:11中提到的“第二次死亡”。
关于该实验的含义，学界尚存争议。心理学家乔纳森·弗里德曼（Jonathan Freedman）招募了高中生和大学生进行了一系列实验，以测量密度对人类行为的影响。他测量了实验参与者的压力、不适、攻击性、竞争性和整体不愉快程度。1975年，他宣布没有发现明显的负面影响。
1962年在杂志《科学美国人》发表这篇文章时，人口增长已经成为公众的热议话题，因此产生了相当大的文化影响力。不过，这类讨论往往对原始实验结果进行了过度简化。值得注意的是，这项研究的主题比保罗·埃利希在《人口炸弹》一书中的内容更为复杂，而后者已受到广泛质疑。卡尔霍恩主要担心的是人口激增会导致社会在早期阶段出现功能性“瘫痪”，例如随后的城市化独立增加可能导致大量人口功能上不育。在这种情况下，人口会从“过剩”模式逐步走向一种更不可逆的“低生育”状态。长久以来，人们注意到城市人口的生育率低于农村人口。而随着数字媒体的广泛使用，农村人口增长也可能会受到影响。如今，这一趋势虽然主要影响精英人群的数量下降，且已被一些人视为重大危害。
卡尔霍恩的工作成为社会崩溃的动物模型，他的研究已成为城市社会学和心理学的试金石。

## 脚注

### 出处
1. ↑  房慧聪 (2019)，第156頁.
2. ↑  毛盛贤 & 孙港波 (2021)，第114頁.
3. ↑  明報專輯組 (2015)，第248頁.
4. 1 2 3 4  . Cabinet Magazine. Summer 2011  [2012-08-24]. （原始内容存档于2020-02-15）.
5. ↑  . DemystifySci. 2020-07-22  [2024-05-08]. （原始内容存档于2024-08-26） （美国英语）.
6. ↑  . Science History Institute.   [2024-05-08] （美国英语）.
7. ↑  Medical Historian Examines NIMH Experiments in Crowding 的存檔，存档日期2013-03-27., nih record, 2013-10-13.
8. ↑  Hall, Edward, T. . Anchor Books. 1966: 25. ASIN B0006BNQW2.
9. 1 2  Calhoun, John B.  (PDF). Scientific American. 1962, 206 (3): 139–148  [2015-12-14]. PMID 13875732. doi:10.1038/scientificamerican0262-139 (不活跃 31 January 2024). （原始内容存档 (PDF)于2019-11-21）.
10. ↑  Calhoun, J. B. . Proceedings of the Royal Society of Medicine. 1973, 66 (1 Pt 2): 80–88. PMC 1644264 . PMID 4734760. doi:10.1177/00359157730661P202.
11. 1 2  Ramsden, Edmund; Adams, Jon. . Journal of Social History. 2009, 42 (3): 761–792  [2024-05-20]. ISSN 0022-4529. （原始内容存档于2024-05-09）.
12. ↑  . The Scientist Magazine®.   [2024-05-08]. （原始内容存档于2024-05-29） （英语）.
13. ↑  NLM Announces the Public Release of the Papers of John B. Calhoun 的存檔，存档日期2018-09-11., U.S. National Library of Medicine, 2013-10-13.
14. ↑  Ramsden, Edmund and Jon Adams. 2009. Escaping the Laboratory:The Rodent Experiments of John B. Calhoun & Their Cultural Influence, p.22.  (PDF).   [2024-11-09]. 原始内容存档于2021-03-28.
15. ↑  . www.alleydog.com.   [2024-05-08]. （原始内容存档于2024-07-16）.
16. ↑  Garnett, Carla. (2008). Plumbing the 'Behavioral Sink', Medical Historian Examines NIMH Experiments in Crowding. 的存檔，存档日期2020-08-15.. NIH Record. Retrieved 2013-07-07.
17. ↑  Calhoun, J. B. . Proceedings of the Royal Society of Medicine. 1973, 66 (1 Pt 2): 80–88. PMC 1644264 . PMID 4734760. doi:10.1177/00359157730661P202.
18. ↑  Calhoun, J. B. . Proceedings of the Royal Society of Medicine. 1973, 66 (1 Pt 2): 80–88. PMC 1644264 . PMID 4734760. doi:10.1177/00359157730661P202.
19. ↑  Freedman, Jonathan. . Journal of Experimental Social Psychology. November 1975, 11 (6): 539–552  [2024-11-09]. doi:10.1016/0022-1031(75)90005-0. （原始内容存档于2023-01-10）.
20. ↑  Ramsden, Edmund; Adams, Jon.  (PDF). Journal of Social History. 2009, 42 (3): 761–797  [2019-08-12]. doi:10.1353/jsh/42.3.761. （原始内容存档 (PDF)于2019-11-21）.
21. ↑  Gooderham, Mary; Toronto, University of. . phys.org.   [2024-02-21]. （原始内容存档于2024-02-21） （英语）.
22. ↑  Follett, Chelsea. . Cato Institute. January 5, 2023  [February 21, 2024]. （原始内容存档于2024-06-12）.
23. ↑  Haberman, Clyde. . The New York Times. 2015-05-31  [2024-02-21]. ISSN 0362-4331. （原始内容存档于2020-01-08） （美国英语）.
24. ↑  Jaffe, A. J. . American Journal of Sociology. 1942, 48 (1): 48–60  [2024-11-09]. ISSN 0002-9602. JSTOR 2769969. S2CID 144416655. doi:10.1086/219078. （原始内容存档于2024-02-21）.
25. ↑  Population, National Research Council (US) Committee on; Casterline, John B., , Diffusion Processes and Fertility Transition: Selected Perspectives (National Academies Press (US)), 2001  [2024-02-21], （原始内容存档于2024-04-29） （英语）
26. ↑  Spandrell. . Bloody shovel. March 26, 2013  [February 21, 2024]. （原始内容存档于11 October 2015）.
27. ↑  Hock, Roger R.  5th. Prentice Hall. 2004. ISBN 978-0-13-114729-4.